# Pinto, Madrid
Pinto är en ort och kommun i den autonoma regionen Madrid i centrala Spanien. Orten ligger cirka 19,5 kilometer söder om centrala Madrid. Kommunen har 56 003 invånare (2024), på en yta av 62,04 km². Pinto gränsar till Getafe, San Martín de la Vega, Valdemoro, Torrejón de Velasco, Parla och Fuenlabrada.
Pinto gör anspråk på att vara beläget vid Spaniens geografiska mittpunkt. Namnet anses komma från latinets punctum ("punkt").